# Бобир Василь Тимофійович
Васи́ль Тимофі́йович Боби́р (12 (25) січня 1903 , Маріуполь, Маріупольський повіт, Катеринославська губернія, Російська імперія  — невідомо ) — український державний та партійний діяч. Депутат Верховної Ради УРСР першого скликання (1938–1947).

## Біографія
Народився 12 (25) січня 1903 року в місті Маріуполі Катеринославської губернії Російська імперія, нині Донецька область, Україна у родині робітника Тихона Лизуна. Батько працював на місцевому пивзаводі слюсарем, а мати — пралею. Після смерті батька в 1905 році разом з матір'ю переїхав до її рідного села Давидівки біля Пирятина, де був всиновлений селянином-бідняком Тимофієм Бобирем.
Після навчання у Давидівській сільській школі поступив до Пирятинського ремісничого училища Полтавської губернії, яке закінчив 1919 року. До 1922 року працював у Давидівці (станції Грабарівці) на млині, спочатку учнем, а потім помічником машиниста і слюсарем.
З 1922 по 1938 рік працівав на залізниці на станції Прилуки, пройшовши трудовий шлях від робітника до заступника начальника дистанції колії.
Член ВКП(б) з 1928 року.
З 1930 по 1931 рік — голова колгоспу («двадцятип'ятитисячник») у селі Красляни Прилуцького району Чернігівщини.
У 1931 році повернувся на залізничний транспорт, працював бригадиром 22-ї дільниці станції Прилуки. З 1933 по 1936 рік — дорожний майстер 22-ї дільниці, 4-го околодку в місті Прилуках Чернігівської області. У 1936—1937 роках — парторг при 19-й дільниці шляху станції Прилуки. У 1937—1938 роках — заступника начальника дистанції колії із політичної частини при станції Прилуки.
У 1938 році був обраний 1-м секретарем Прилуцького районного комітету КП(б)У, у жовтні 1939 року — 1-м секретарем Прилуцького міського комітету КП(б)У Чернігівської області.
1938 року був обраний депутатом Верховної Ради УРСР першого скликання по Прилуцькій окрузі № 153 Чернігівської області.
У січні 1940–1941 роках — завідувач транспортного відділу Чернігівського обласного комітету КП(б)У.
З 5 квітня 1941 року — секретар Чернігівського обласного комітету КП(б)У по транспорту. На цій посаді працював до евакуації 17 вересня 1941 року.
Під час евакуації до травня 1943 року займав посаду секретаря Новосибірського обласного комітету ВКП(б) по транспорту. З травня 1943 по січень 1944 року — 3-й секретар Новосибірського обласного комітету ВКП(б).
Після звільнення Одеси від німецько-румунських військ в 1944 році був направлений на партійну роботу до Одеси, де працював з червня 1944 по 1947 рік 3-м секретарем Одеського обласного комітету КП(б)У.
До 1949 року — представник Ради у справах колгоспів при Раді Міністрів СРСР по Харківській області. 